# ثوم براي
ثوم براي (بالإنجليزية: Thom Bray)‏ مواليد 30 أبريل 1954 في نيوجيرسي، الولايات المتحدة، هو ممثل أمريكي بدأ مسيرته الفنية سنة 1980.

## الأعمال
- ريمنغتون ستيل
- ون داي آت أتايم
- كوينسي إم إي
- قارب الحب
- سلاحف النينجا
- مغامرات باسل
- المقاطعة

## روابط خارجية
- ثوم براي على موقع IMDb (الإنجليزية)
- ثوم براي على موقع ألو سيني (الفرنسية)
- ثوم براي على موقع أول موفي (الإنجليزية)
- ثوم براي على موقع قاعدة بيانات الأفلام السويدية (السويدية)
- ثوم براي على موقع قاعدة بيانات الفيلم (الإنجليزية)
- ثوم براي على موقع كينوبويسك (الروسية)